# Mokvi (ort)
Mokvi (georgiska: მოქვი; abchaziska: Мықә; ryska: Мокви) är en ort i den autonoma republiken Abchazien i Georgien, med 939 invånare (2011).